# Macduff
Macduff è un personaggio immaginario teatrale, tra i principali della tragedia Macbeth di William Shakespeare.

## Caratteristiche del personaggio
Egli è un nobile scozzese, più precisamente il signore di Fife che come Macbeth all'inizio della tragedia è un suddito del Re Duncan. Fa la sua prima apparizione nella terza scena del secondo atto, quando arriva al castello di Macbeth per svegliare l'appena defunto re e partire. Entrando al castello incontra Macbeth che lo indirizza verso la camera di Re Duncan, dove scopre per primo l'assassinio. Appena arrivata questa notizia se ne va in Inghilterra con Malcolm, il figlio del Re e futuro erede al trono, per proteggerlo dalle accuse che cadrebbero subito su di lui. 
Macduff, così, si dimostra subito fedele a Malcolm e vuole che egli riacquisti il suo trono spodestando Macbeth. Diventa infatti il nemico principale di quest'ultimo. In Inghilterra egli discute con Malcolm di come riprendere il trono scozzese e con un lungo dialogo tra i due che avviene nella terza scena del quarto atto il principe lo mette alla prova accusandolo di doppio gioco: Macduff, però, si dimostra subito fedele. Viene a sapere da Ross, suo cugino, che Macbeth ha fatto uccidere sua moglie e suo figlio, così giurando vendetta parte con un esercito messo in piedi con l'aiuto degli inglesi verso la Scozia. Macduff si dimostra l'unico che può uccidere Macbeth anche per la profezia che le streghe enunciano, ossia che "Macbeth non potrà essere ucciso da nessuno che da donna è stato partorito", infatti Macduff rivela alla fine della tragedia che egli fu fatto nascere con parto cesareo. Egli infine uccide Macbeth e passa la corona a Malcolm.
Come Macbeth anche Macduff ha delle radici storiche reali: nell'undicesimo secolo, al tempo di Macbeth, esisteva il Clan Macduff, una delle famiglie scozzesi più potenti. Possedevano un castello a Wemyss, che fu preso successivamente dalla famiglia Wemyss. Adesso è di proprietà scozzese come bene culturale e si dice che sia infestato da un fantasma, la Grey lady, una ragazza trovata a rubare e che morì nel castello.